# Сан Ђакомо - Маринела (Козенца)
Сан Ђакомо - Маринела је насеље у Италији у округу Козенца, региону Калабрија.
Према процени из 2011. у насељу је живело 604 становника. Насеље се налази на надморској висини од 7 м.